# Aleksei Aidarov
Aleksei Aidarov (n. 15 noiembrie 1974, Sverdlovsk, RSFS Rusă, URSS) este un biatlonist ce a reprezentat Belarus, medaliat olimpic. A participat la două ediții ale Jocurilor Olimpice (1998, 2002) în care a câștigat o medalie de bronz.